# Pandulf III van Benevento

Pandulf III (†1060) was prins van Benevento met tussenposes, van 1033  tot 1059, in ca.1014 was hij reeds co-prins

## Familie
Zijn familie was een van de Longobardische heersers in Zuid-Italië. Zijn vader was Landulf V, prins van Benevento van 1014 tot 1033, zijn oom was prins Pandulf IV van Capua (1016-1050), zijn broer was Atenulf en zijn zoon was Landulf VI. Toen hij zijn zoon aanstelde als co-prins in 1038, kwam zijn broer Atenulf in opstand (1041).

## Context
Pandulf III regeerde in de schaduw van het conflict tussen zijn oom Pandulf IV van Capua en Guaimar IV van Salerno en het begin van de verovering van Zuid-Italië door de Normandiërs. Op het grondgebied Benevento lag het bedevaartsoord Santuario di San Michele Arcangelo op Monte Sant'Angelo.
Na het huwelijk tussen Keizer Hendrik III en Agnes van Poitou in Rome in 1046, ging het stel in het bijzijn van Paus Clemens II  op bedevaart naar Monte Sant'Angelo. De keizer was niet welkom in Benevento en daarop excommuniceerde de paus Pandulf, zijn zoon Landulf en de hooggeplaatsten.
Toen ook Paus Leo IX in 1050 het heiligdom bezocht, bevestigde hij de excommunicatie, daarop droeg de bevolking de stad over aan de paus. Rudolf, een Zwabische ridder kreeg de controle over streek. Hebzuchtig dacht de paus de Noormanen een lesje te leren. Tijdens de Slag bij Civitate in 1053 werd de paus gevangengenomen.
Na negen maanden werd hij uiteindelijk vrijgelaten nadat hij de eisen van de Normandiërs had ingewilligd: de erkenning van de Normandische veroveringen en de intrekking van de excommunicatie. Pandulf keerde terug en regeerde als vazal van de paus. In 1056 werd zijn kleinzoon Pandulf IV co-prins, hij trad af in 1059 en trok zich terug in het klooster naast de Santa Sofiakerk, waar hij een jaar later stierf. Hij werd opgevolgd door zijn zoon Landulf VI.